# 255P/Levy
255P/Levy, komet Jupiterove obitelji